# Brian Gutiérrez
Brian Gutiérrez (ur. 17 czerwca 2003 w Berwyn) – amerykański piłkarz pochodzenia meksykańskiego występujący na pozycji ofensywnego lub bocznego pomocnika, reprezentant Stanów Zjednoczonych, od 2020 roku zawodnik Chicago Fire.